# Steven Holl

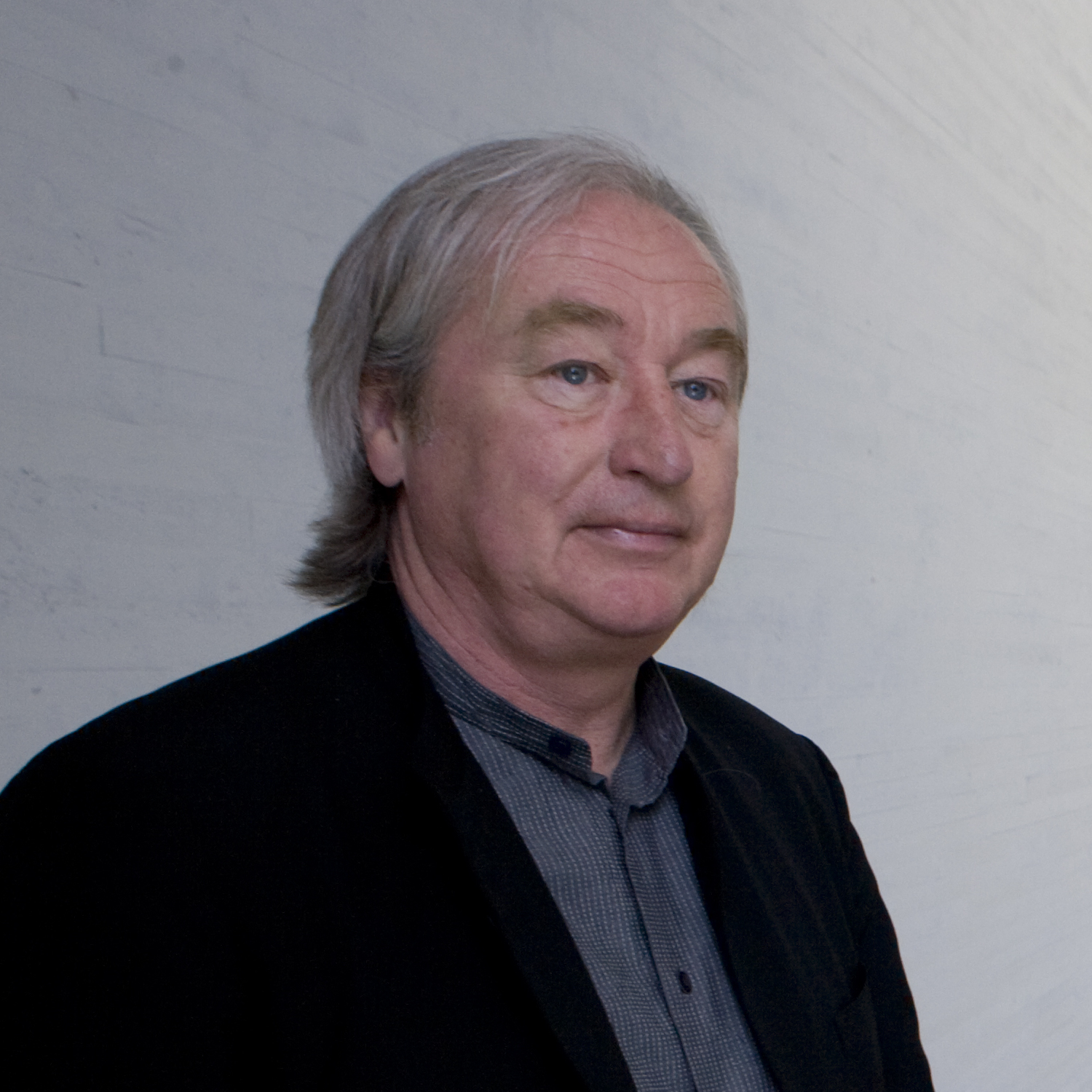
Steven Holl

Steven Holl (* 9. Dezember 1947 in Bremerton, Washington) ist ein amerikanischer Architekt. Sein Architekturstil wird dem Postmodernismus und Dekonstruktivismus zugerechnet.

## Leben
Holl graduierte 1970 an der University of Washington und eröffnete sein erstes Büro in New York City 1976, seit 1981 lehrt er auch an der Columbia University.
Bekannt wurde Holl vor allem durch das Kiasma Museum für zeitgenössische Kunst in Helsinki, Finnland aus dem Jahre 1998, sowie das Studentenwohnheim Simmons Hall am Massachusetts Institute of Technology aus dem Jahr 2003. Seit 2000 ist er Mitglied der American Academy of Arts and Letters und seit 2002 der American Academy of Arts and Sciences.
2012 wurde Holl zum Mitglied (NA) der National Academy of Design gewählt.

## Bauten und Projekte

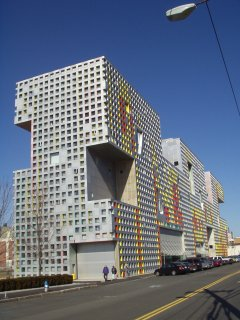
Simmons Hall 2003

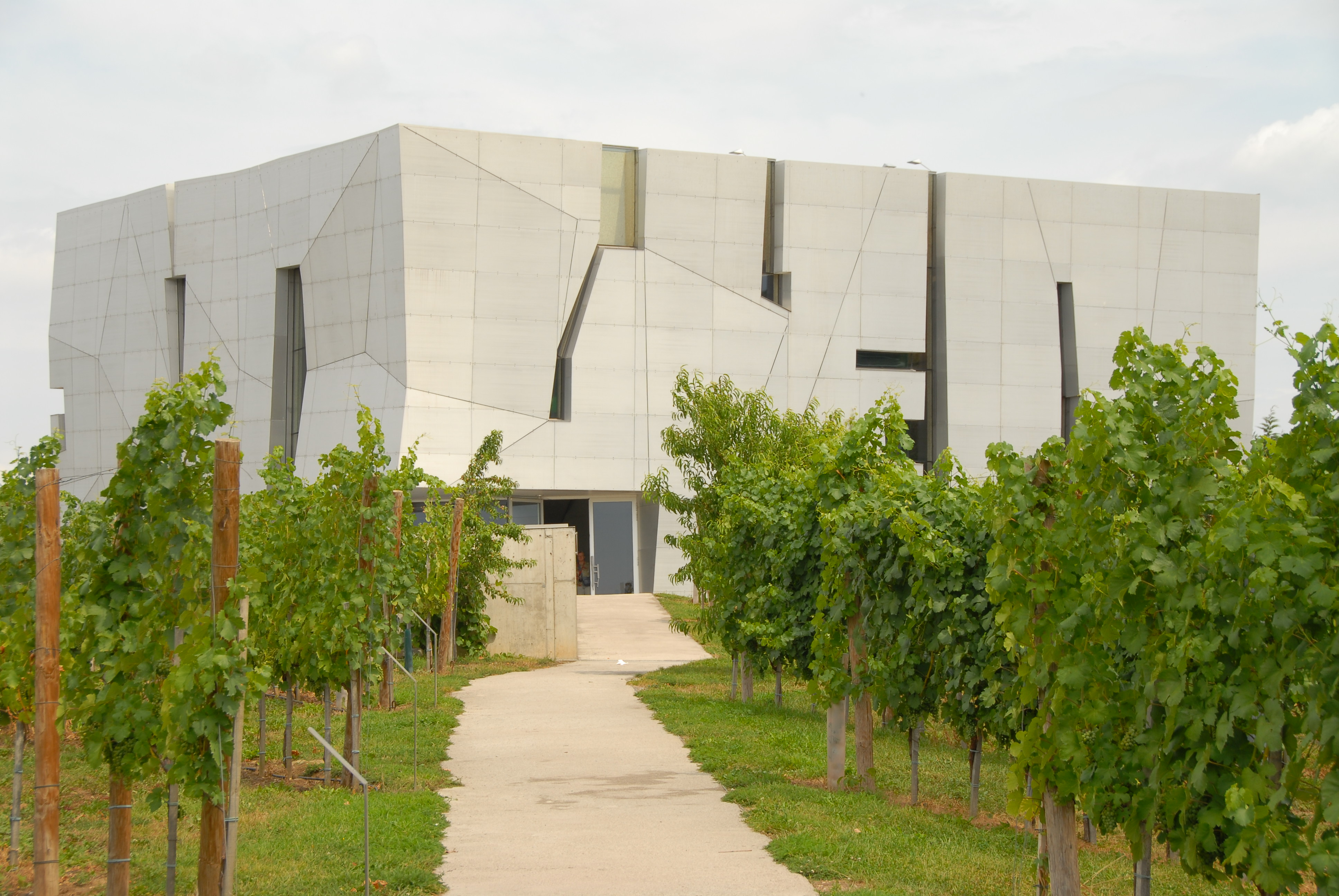
Loisium in Langenlois (Österreich)

- Cranbrook Institute of Science, Bloomfield Hills, Michigan
- Planar House (Cottle Residence), Paradise Valley, Arizona
- Turbulence House, New Mexico
- St. Ignatius Church, Seattle, Washington
- Sarphatistraat Offices, Amsterdam, Niederlande
- Bellevue Art Museum, Bellevue, Bundesstaat Washington
- wine & spa resort Loisium Hotel, Langenlois, Österreich
- Undergraduate Dormitories am Massachusetts Institute of Technology
- WhitneyWaterworksPark and Water Treatment Facility in Hamden (Connecticut)
- Natural History Museum of Los Angeles County
- Modern MOMA, Shanghai
- Kiasma, Museum für zeitgenössische Kunst in Helsinki, Finnland (1998)
- Bloch Building, Erweiterung des Nelson-Atkins Museum of Art in Kansas City (Missouri), USA (2007)
- Herning Museum of Contemporary Art – HEART in Herning, Dänemark (2009)
- Hamsun-Zentrum in Hamarøy, Norwegen (2010)

## Auszeichnungen
- Alvar-Aalto-Medaille (1998)
- „America's Best Architect“ des Time Magazine (2001)
- Cooper Hewitt National Design Award in Architecture (2002)
- BBVA Foundation Frontiers of Knowledge Award (2008)
- Praemium Imperiale (2014)